# Tidsspegel
Tidsspegel var ett program i Sveriges Radio mellan 1947 och 1976. Syftet med programmet var att "skildra åsikterna i den aktuella kultur- och samhällsdebatten".  De första programledarna var Erik Hjalmar Linder och Gunnar Helén. Programmet upphörde i samband med starten av programmet Öppen kanal.